# 순천 송광사 금강저
순천 송광사 금강저(順天 松廣寺 金剛杵)는 전라남도 순천시 송광면 송광사에 있는 금강저이다. 1972년 1월 29일 전라남도의 유형문화재 제22호로 지정되었다.

## 개요
금강저란 불교 의식에서 사용하는 불교 도구이다.
저(杵)는 인도의 고대 무기 가운데 하나로 제석천이 아수라와 싸울 때, 코끼리를 타고 금강저를 무기로 삼아 아수라의 무기를 쳐부순다고 한 신화에서 유래되었다. 손에 쥘 수 있는 모양으로, 쥐고 있으면 묵중하고 엄숙한 기분이 감돌아 온갖 잡념과 방해물을 굴복시켜, 부처의 세계로 인도한다는 의미를 가지고 있다.
송광사 금강저는 양끝이 3개의 가지가 있는 화살촉모양으로, 손잡이에는 손바닥이 닿는 부분이 볼록하게 나왔다. 손잡이 양끝은 4잎의 연꽃무늬를 양각함으로써 섬세하고 아름다운 모습을 보여주고 있다. 

## 참고 자료
- 송광사금강저 - 국가유산청 국가유산포털